# Benvenuto Stracca
Benvenuto Stracca (Ancona, 1509 – Ancona, 1578) è stato un giurista ed economista italiano.

"De assecurationibus", 1569 (Fondazione Mansutti, Milano).

"Tractatus de mercatura seu mercatore", 1575

"De mercatura decisiones", 1622 (Fondazione Mansutti,
Milano).

Nacque nel 1509 nella Repubblica di Ancona ed è ricordato principalmente per la sua opera De mercatura seu mercatore tractatus ("Trattato sul commercio e sui mercanti"), pubblicata nel 1553, considerata uno dei primi testi sistematici sul diritto commerciale. Stracca trattò temi come i contratti mercantili, la navigazione e le associazioni commerciali, influenzando lo sviluppo delle norme commerciali in Europa.

## Biografia
Lo Stracca amava riportare il detto "Il mondo è patria comune a tutti", tratto dal filosofo del I secolo d.C. Gaio Musonio Rufo.
Fu avvocato in Ancona e ricoprì diverse cariche pubbliche, tra cui quella di podestà del Comune di Ascoli Piceno.
Morì ad Ancona e fu sepolto nella Chiesa di San Francesco alle Scale.

### Il contesto
Il diritto commerciale nacque e vide la sua evoluzione nell'ambito delle corporazioni dei mercanti.
Le corporazioni emanavano statuti (stabilivano le regole per l'accesso e per l'esercizio del commercio), esercitavano la giurisdizione sui propri iscritti (i giudici erano scelti tra i membri della corporazione e utilizzavano una procedura più semplice e rapida rispetto a quella ordinaria).
A partire dalla fine del 400, si diffuse una letteratura giuridica rivolta ai pratici.
Si affermò il genere del Trattato: opera monografica dedicata (in maniera specialistica e organica) ad una materia o a un ramo del diritto o a un singolo istituto, raccoglieva le questioni sorte su un determinato argomento e serviva ai giudici e agli avvocati per la risoluzione di casi pratici.

### Il "De Mercatura sive de Mercatore"
Nel 1553 scrisse il Trattato "De Mercatura sive de Mercatore". L'opera è divisa in otto parti, di cui sono più rilevanti quelle relative al fallimento ed al diritto marittimo:
1. commercio in generale: definizione del concetto di mercante, distinzione tra mercatura ed artigianato;
2. i doveri dei mercanti: normativa statutaria, tenuta dei libri commerciali;
3. capacità necessarie per esercitare la mercatura: limitazioni generali e speciali alla capacità di agire, che incidono al momento dell'iscrizione alla matricula mercatorum;
4. cose che possono formare oggetto di mercatura: l'identificazione di esse avviene in negativis (mediante esclusione delle res extra commercium);
5. contratti mercantili: mandato, ipoteca, scommesse (queste ultime comprendono le assicurazioni o sponsiones);
6. commercio marittimo: questa parte, molto consistente, tratta del diritto marittimo (responsabilità del capitano, noleggio, libertà di navigazione, ecc.);
7. cessazione dell'attività mercatoria: per morte, per volontà del mercante, per sua interdizione penale, per fallimento;
8. procedure dei tribunali mercantili.[4]

Nel 1569 pubblicò il "Tractatus de assecurationibus", dove, al fine di chiarire l'intricato argomento delle assicurazioni, commentò una polizza-tipo dei mercanti anconitani dell'epoca, presa come modello.
A partire dal 1592, con il titolo De mercatura decisiones et tractatus varii, venne pubblicata anche una raccolta di trattati catalogata sotto il nome di Benvenuto Stracca, poiché vi figurano tre delle sue opere. Questa collezione di scritti si apre con le Decisiones Rotae Genuae de mercatura, seguite dai trattati di Stracca e da altre ventisei opere di eminenti giuristi dal XIII secolo in poi.
Benvenuto Stracca non solo considerò il diritto commerciale come un insieme di norme distinte dal diritto civile, ma ne offrì una elaborazione organica sia dal punto di vista pratico sia da quello teorico, presentandone una esposizione sistematica. Per quanto ammiratore del diritto romano e sostenitore della sua osservanza, Stracca ritenne spesso necessario preferirgli, come del resto fecero molti altri giuristi del tempo, gli usi e gli statuti locali più aderenti alle nuove esigenze della vita sociale.
I trattati di Stracca furono scritti in latino e ebbero una certa rilevanza in alcune parti d'Europa, la quale cessò definitivamente con la promulgazione del Codice Napoleonico e dei vari codici nazionali.

## Ricordano il suo nome
In Italia, nella sua città natale sono a lui dedicati la piazza davanti alla sede comunale, il Palazzo degli Anziani. Inoltre, sempre ad Ancona, venne dedicato a Stracca il Regio Istituto Tecnico Commerciale per ragionieri, ancora esistente come istituto di istruzione superiore. Più di recente, in occasione della celebrazione dell'anniversario della morte, il 29 marzo 1980, fu ricordato in un convegno i cui atti sono stati pubblicati a cura dell'Accademia Marchigiana delle Scienze, Lettere ed Arti. Nel febbraio del 2013 fu dedicato allo Stracca il convegno Ex antiquitate renascor.

## Opere
- De mercatura, seu mercatore tractatus, Venetiis, Paolo Manuzio, 1553.
  - (LA) Tractatus de mercatura, Venetiis, Giacomo Sansovino, Michele Bonelli, 1575.
  - (LA) De mercatura decisiones, et tractatus varii, et de rebus ad eam pertinentibus, Lyon, Bonaventura Nugo, 1593.
- De assecurationibus, tractatus, Venetiis, Comin da Trino, 1569.
- In Aymonis Cravettae Responsa annotationes..., Venetiis, s.n., 1580.
- Tractatus de proxenetis, & proxeneticis, Venetiis, apud Georgium Angelerium, 1597.
- De assecurationibus; et Proxenetis atque proxeneticis; quorum prior nunc primum ... indice etiam posterioris haud omisso, Amstelodami, apud Judocum Pluymer bibliopolam, propter curiam sub signo Senecæ, 1658.